# كارويل
كارويل (بالكازاخية: Қарауыл)، هي قرية في أوبليس كازاخستان الشرقي، صارت منذ عام 1928 المركز الإداري لمقاطعة آباي.